# Клод Жіру
Клод Жіру (фр. Claude Giroux; 12 січня 1988, м. Герст, Канада) — канадський хокеїст, правий нападник. Виступає за «Філадельфія Флайєрс» у Національній хокейній лізі.
Виступав за «Гатіно Олімпікс» (QMJHL), «Філадельфія Флайєрс», «Філадельфія Фантомс» (АХЛ), «Айсберен Берлін» (локаут).
В чемпіонатах НХЛ — 497 матчі (144+306), у турнірах Кубка Стенлі — 57 матчів (23+38).
У складі національної збірної Канади учасник чемпіонатів світу 2013 і 2015 (18 матчів, 6+12). У складі молодіжної збірної Канади учасник чемпіонату світу 2008.
Досягнення
- Чемпіон світу (2015)
- Переможець молодіжного чемпіонату світу (2008)
- Учасник матчу усіх зірок НХЛ (2011, 2012, 2015).
- Володар Кубка світу (2016).